# 梅島駅
梅島駅（うめじまえき）は、東京都足立区梅田七丁目にある、東武鉄道伊勢崎線の駅である。「東武スカイツリーライン」の愛称区間に含まれている。駅番号はTS 12。

## 年表
- 1924年（大正13年）10月1日：開設[1]。
- 1968年（昭和43年）3月：高架化。
- 1995年（平成7年）10月10日：下りホームエスカレーター使用開始。
- 1996年（平成8年）
  - 3月22日：上りホームエスカレーター使用開始。
  - 4月26日：エレベーター使用開始。
- 2012年（平成24年）
  - 3月15日：発車メロディ導入。
  - 3月17日：TS 12の駅番号設定[2]。
- 2024年（令和6年）11月11日：ホームドア使用開始[3]。

## 駅構造
島式ホーム1面2線を有する高架駅。用地幅が狭いため、北千住寄りに上りホーム、西新井寄りに下りホームが一直線に配置された変則タイプである。緩行線にのみホームがあり、その外側を急行線が走っている。
階段・エレベーター・エスカレーターは、上下両ホーム間（駅の中央部分に当たる場所）にのみ設置されている。この場所は両ホームにおいて最後部車両が到着する場所の更に後方に位置しているため、当駅利用者は常に進行方向から見て最後尾の車両に集中しやすい傾向にある。
高架化前は相対式ホーム2面2線を有し、駅舎が上下ホームで独立していた。これを高架化・複々線化するに当たり、用地の都合から営業線直上に高架橋を建設する方式が取られ、上下ホームを線路に沿って並べて配置することとされた。高架化完成当時は上下ホームが完全に分離されていたが、1996年（平成8年）に改修工事が実施され、エレベーターとエスカレーターが新設された際に両ホームが一体となり、上下ホーム間の行き来が可能になった。
駅出入口は旧・日光街道に面している。
トイレは1F改札内にあり、ユニバーサルデザインの一環として車椅子・オストメイトなどの利用に対応する多機能トイレも併設されている。
1階は改札口及びコンコースとなっており、改札外にはみずほ銀行とセブン銀行のATMが設置されている。
当駅 - 西新井駅間に、下りは緩行線から急行線へ、上りは急行線から緩行線への片渡り線が整備され、2020年（令和2年）6月6日ダイヤ改正より「THライナー」（当駅は通過）が使用している。この新設に合わせて、信号機配置も見直されている。

### のりば
| 番線 | 路線                   | 方向 | 行先                                                               |
| ---- | ---------------------- | ---- | ------------------------------------------------------------------ |
| 1    | 東武スカイツリーライン | 上り | 北千住・とうきょうスカイツリー・浅草・ 日比谷線 中目黒方面         |
| 2    | 東武スカイツリーライン | 下り | 西新井・竹ノ塚・北越谷・北春日部・東武動物公園・ 日光線 南栗橋方面 |

- 上記の路線名は旅客案内上の名称（「東武スカイツリーライン」は愛称）で表記している。
- 2020年（令和2年）6月6日ダイヤ改正より、当駅へ発着する列車は一部を除き全て日比谷線直通となったため、浅草駅方面への行き来をする場合は必ず北千住駅で乗り換える必要がある。

## 利用状況
2024年度（令和6年度）の1日平均乗降人員は35,416人である。
近年の1日平均乗降・乗車人員の推移は以下の通り。

### 昭和
| 年度               | 1日平均 乗車人員 |
| ------------------ | ---------------- |
| 1974年（昭和49年） | 17,418           |
| 1975年（昭和50年） | 17,484           |
| 1976年（昭和51年） | 17,228           |
| 1977年（昭和52年） | 17,103           |
| 1978年（昭和53年） | 16,762           |
| 1979年（昭和54年） | 15,911           |
| 1980年（昭和55年） | 15,549           |
| 1981年（昭和56年） | 14,839           |
| 1982年（昭和57年） | 14,419           |
| 1983年（昭和58年） | 14,392           |
| 1984年（昭和59年） | 14,532           |
| 1985年（昭和60年） | 14,629           |
| 1986年（昭和61年） | 14,833           |
| 1987年（昭和62年） | 14,891           |
| 1988年（昭和63年） | 15,162           |

### 平成
| 年度               | 1日平均 乗降人員 | 1日平均 乗車人員 |
| ------------------ | ---------------- | ---------------- |
| 1989年（平成元年） |                  | 15,242           |
| 1990年（平成02年） |                  | 15,400           |
| 1991年（平成03年） |                  | 15,389           |
| 1992年（平成04年） |                  | 15,463           |
| 1993年（平成05年） |                  | 15,440           |
| 1994年（平成06年） |                  | 15,175           |
| 1995年（平成07年） |                  | 15,314           |
| 1996年（平成08年） |                  | 15,378           |
| 1997年（平成09年） |                  | 15,052           |
| 1998年（平成10年） | 28,975           | 15,047           |
| 1999年（平成11年） | 28,779           | 14,986           |
| 2000年（平成12年） | 28,452           | 14,756           |
| 2001年（平成13年） | 28,632           | 14,608           |
| 2002年（平成14年） | 28,436           | 14,496           |
| 2003年（平成15年） | 28,659           | 14,549           |
| 2004年（平成16年） | 28,867           | 14,592           |
| 2005年（平成17年） | 29,214           | 14,792           |
| 2006年（平成18年） | 29,425           | 14,868           |
| 2007年（平成19年） | 30,323           | 15,197           |
| 2008年（平成20年） | 30,335           | 15,175           |
| 2009年（平成21年） | 29,853           | 14,959           |
| 2010年（平成22年） | 29,771           | 14,915           |
| 2011年（平成23年） | 29,608           | 14,849           |
| 2012年（平成24年） | 30,702           | 15,363           |
| 2013年（平成25年） | 31,232           | 15,652           |
| 2014年（平成26年） | 31,068           | 15,587           |
| 2015年（平成27年） | 31,993           | 16,069           |
| 2016年（平成28年） | 32,927           | 16,565           |
| 2017年（平成29年） | 34,093           | 17,154           |
| 2018年（平成30年） | 35,343           | 17,786           |

### 令和
| 年度               | 1日平均 乗降人員 | 1日平均 乗車人員 | 出典       |
| ------------------ | ---------------- | ---------------- | ---------- |
| 2019年（令和元年） | 36,020           | 18,123           | [ 東武 3 ] |
| 2020年（令和02年） | 28,961           | 14,568           | [ 東武 4 ] |
| 2021年（令和03年） | 30,312           | 15,255           | [ 東武 5 ] |
| 2022年（令和04年） | 32,421           | 16,324           | [ 東武 6 ] |
| 2023年（令和05年） | 34,181           | 17,185           | [ 東武 7 ] |
| 2024年（令和06年） | 35,416           | 17,806           | [ 東武 1 ] |

## 駅周辺
区中央部に位置する足立区役所への最寄り駅でもある。区役所は東へ徒歩約10分。

### 北側
- 文彰寺
- 実修寺
- 足立区立ベルモント公園
- 東京消防庁足立消防署
- 足立区役所
  - 足立区中央本町区民事務所
- 足立保健所生活衛生課
  - 中央本町保健総合センター
- 東京都立足立高等学校
- 足立区立第四中学校
- 足立梅島郵便局
- ライフ 梅島駅前店
- ヨークフーズ 梅島店
- ヤマダデンキテックランド足立店
- まいばすけっと梅島駅前店
- MEGAドン・キホーテ 環七梅島店

### 南側
- エル・ソフィア
  - 足立区男女参画プラザ
  - 足立区梅田区民事務所
  - 足立区消費者センター
  - 梅田地域学習センター
- 足立梅田郵便局
- うめだ子供の家
- 梅田住区センター
- 足立区立梅田図書館
- ショッピングタウンカリブ
- 梅田病院
- 日本基督教団足立梅田教会
- 足立区立第九中学校
- 足立区立梅島小学校

## バス路線
周辺のバス停留所は「梅島駅」・「梅島駅前」・「梅島駅入口」・「エル・ソフィア」・「足立梅田町」である。以下の路線バスが乗り入れ、東武バスセントラル・東京都交通局（都営バス）によって運行されている。
| 停留所                          | 系統 | 行先                          | 事業者             | 営業所 | 備考        |
| ------------------------------- | ---- | ----------------------------- | ------------------ | ------ | ----------- |
| - 梅島駅 - 梅島駅前（都営バス） | 西05 | 鹿浜都市農業公園 / 足立区役所 | 東武バスセントラル | 足立   | はるかぜ4号 |
| - 梅島駅 - 梅島駅前（都営バス） | 王49 | 千住車庫前 / 王子駅前         | 都営バス           | 千住   |             |
| 梅島駅入口                      | 西05 | 鹿浜都市農業公園 / 足立区役所 | 東武バスセントラル | 足立   | はるかぜ4号 |
| 梅島駅入口                      | 王49 | 千住車庫前 / 王子駅前         | 都営バス           | 千住   |             |
| エル・ソフィア                  | 王49 | 千住車庫前 / 王子駅前         | 都営バス           | 千住   |             |
| 足立梅田町                      | 草41 | 浅草寿町                      | 都営バス           | 千住   |             |

## 隣の駅
東武鉄道
 東武スカイツリーライン
■急行・■区間急行・■準急・■区間準急
通過
■普通
五反野駅 (TS 11) - 梅島駅 (TS 12) - 西新井駅 (TS 13)